# Goodnews River
Der Goodnews River ist ein 133 Kilometer langer Fluss im Südwesten von Alaska.

## Flusslauf
Der Goodnews River entspringt in den Ahklun Mountains auf einer Höhe von etwa 275 m. Ober- und Mittellauf des Goodnews River befinden sich im Togiak National Wildlife Refuge. Der Goodnews River fließt in überwiegend südwestlicher Richtung. Etwa bei Flusskilometer 106 befindet sich der 5,3 km lange See Goodnews Lake am Flusslauf. Im Unterlauf spaltet sich der Goodnews River immer wieder in mehrere Flussarme auf. Er hatte in der jüngeren Vergangenheit immer wieder seinen Flusslauf geändert. Etwa 9 bzw. 8 Kilometer oberhalb der Mündung treffen seine beiden größten Nebenflüsse, der Middle Fork Goodnews River und der South Fork Goodnews River, von links kommend jeweils auf einen Seitenarm des Goodnews River. Der Goodnews River mündet schließlich in die Goodnews Bay, eine Bucht an der Küste des Beringmeeres. Der Ort Goodnews Bay befindet sich nördlich der Flussmündung.

## Hydrologie und Einzugsgebiet
Der Goodnews River tritt immer wieder über seine Ufer. Besondere Hochwasserereignisse, die durch Windstau hervorgerufen wurden, gab es in den Jahren 1979, 1989 und 2004. Der Goodnews River entwässert ein etwa 2669 km² großes Areal. Dieses wird von Erhebungen der Ahklun Mountains eingerahmt und umfasst mehrere höher gelegene Seen. Im Norden grenzt das Einzugsgebiet an die von Arolik River und Kanektok River, im Osten an das des Togiak River sowie im Süden und im Westen an kleinere Flusssysteme.

## Flussfauna
Im Goodnews River kommen u. a. folgende Fischarten vor: Königslachs, Rotlachs, Ketalachs, Buckellachs, Silberlachs, Regenbogenforelle, Dolly-Varden-Forelle, Wandersaibling.

## Tourismus
Bei Flusskilometer 11 befindet sich die „Goodnews River Lodge“ an einem linken Seitenarm des Goodnews River. Gäste erreichen die Lodge per Direktflug vom Flughafen Anchorage zum Flugplatz Goodnews Bay und anschließender 20-minütiger Bootsfahrt zur Lodge.